# ایوالدو سیلوا دوس سانتوس
ایوالدو سیلوا دوس سانتوس (به پرتغالی: Evaldo Silva dos Santos) مدافع اهل برزیل است که در شهر Janaúba-MG و در تاریخ ۴ ژانویهٔ ۱۹۸۳ به دنیا آمده‌است.
ایوالدو سیلوا دوس سانتوس در تیم‌های فوتبال São Caetano سابقهٔ حضور دارد.